# Інститут мінеральних ресурсів та енергетики Польської академії наук
Інститут мінеральних ресурсів та енергетики Польської академії наук - науково-дослідний центр Польської академії наук, проводить дослідження з питань корисних копалин. 
Сфера наукових досліджень охоплює широкий спектр питань: від прогнозів можливістю отримання сировини, їх документації, управління, обробки та переробки процесів, захисту навколишнього природного середовища, щоб оцінити стратегію та управління сировини у вітчизняній економіці на тлі глобальних ринкових умов.

## Структура Інституту
- Відділ політики та стратегічних досліджень
- Відділ досліджень ринку енергетичних товарів
- Департамент інженерної геології та екологічної інженерії
- Департамент з поновлюваних джерел енергії і навколишнього середовища

## Конференції Інституту
Інститут організовує або є співорганізатором регулярних конференцій:
- Питання енергетичних ресурсів та енергії в національній економіці
- Семінари гірничо - стихійні лиха в гірництві
- Польська Школа підземної розробки
- Оновлення та перспективи корисних копалин
- Використання родовищ корисних копалин.